# Camptosema ellipticum
Camptosema ellipticum là một loài thực vật có hoa trong họ Đậu. Loài này được (Desv.) Burkart miêu tả khoa học đầu tiên năm 1970.